# Soria Moria (musikalbum)
Soria Moria är ett studioalbum från 1989 av den norska sångerskan Sissel Kyrkjebø. Det låg på norska VG-lista i 13 veckor med förstaplacering som bäst. Soria Moria är hämtat från den norska sagan Soria Moria slott.

## Låtlista
1. Se over fjellet (Richard Rodgers/Oscar Hammerstein II/G. Gjerstad) – 2:40
2. Pokarekare Ana (Trad./Arr.: Svein Gundersen/Stig Nilsson) – 3:43
3. Amazing Grace (Trad./Arr.: Bill Maxwell) – 3:58
4. Blod i brann (Svein Gundersen/Stig Nilsson) – 3:28
5. Gi meg ikke din styrke (Bjørn Eidsvåg) – 3:16
6. Liliana (Knut Koppang) – 3:16
7. Soria Moria (Svein Gundersen/Stig Nilsson) – 3:36
8. Sommerdrøm (Svein Gundersen/Stig Nilsson) – 3:36
9. Seterjentens søndag, med Arve Tellefsen (Ole Bull/Jørgen Moe/Arr.: Kjetil Bjerkestrand) – 3:00
10. Slummens datter (Sigvart Dagsland/Erik Hillestad) – 2:55
11. Alle hav består av dråper (Trad./Arr.: Svein Gundersen/Ragnar Olsen) – 3:03
12. Grenseløs (Sebastian) – 5:12
13. Veien er ditt mål (M. Hudson/E. Hillestad) – 3:52
14. Somewhere (Leonard Bernstein/Stephen Sondheim) 2:48

## Om låtarna
- Se over fjellet är en översättning av Climb Ev'ry Mountain från musikalen Sound of Music.
- Pokarekare Ana är ursprungligen en kärleksballad från Nya Zeeland.
- Soria Moria – musiken är hämtad från Svein Gundersens och Tor Andersens musikal Isfront.
- Grenseløs är hämtad från Sebastians album Et eventyr, fritt efter H.C. Andersens Dyndkongens Datter.
- Somewhere är en låt från musikalen West Side Story.